# Ruda-Silețka, Kameanka-Buzka
Ruda-Silețka (în ucraineană Руда-Сілецька) este un sat în comuna Prîbujanî din raionul Kameanka-Buzka, regiunea Liov, Ucraina.

## Demografie
Componența lingvistică a localității Ruda-Silețka
     Ucraineană (100%)
Conform recensământului din 2001, toată populația localității Ruda-Silețka era vorbitoare de ucraineană (100%).